# Ischnotoma (Icriomastax) helios
Ischnotoma (Icriomastax) helios is een tweevleugelige uit de familie langpootmuggen (Tipulidae). De soort komt voor in het Neotropisch gebied.